# Antoni Maria Gianelli
Antoni Maria Gianelli (ur. 12 kwietnia 1789 w Cerreto, zm. 7 czerwca 1846 w Piacenzy) – włoski święty Kościoła katolickiego, biskup Bobbio.

## Życiorys
Pochodził z wielodzietnej rodziny, a jego rodzicami byli Jakub i Maria Gianelli. W wieku 6 lat rozpoczął naukę w szkole parafialnej. W 1808 roku, mając 19 lat, wstąpił do seminarium w Genui, a w dniu 23 maja 1812 roku został wyświęcony na kapłana. Został nauczycielem literatury i retoryki. Później otrzymał nominację na koadiutora św. Mateusza w opactwie w Doria. Był założycielem Kongregacji Misjonarzy św. Alfonsa Liguori. W latach 1821–1826 był dyrektorem Bractwa Krzyża Świętego. W 1827 roku wstąpił do Towarzystwa Ekonomicznego w Chiavari. W 1829 roku założył zgromadzenie zakonne Córek Najświętszej Maryi z Orto. Jego powiększona wspólnota otworzyła szkołę dla ubogich dziewcząt, szpital miejski, a następnie hospicjum miłosierdzia. W 1835 roku wybuchła w Ligurii epidemia cholery – wówczas Gianelli zorganizował pokutną procesję w parafii, z udziałem wiernych, w celu powstrzymania plagi w mieście. W wieku 48 lat został mianowany biskupem w Bobbio. W 1845 roku zachorował na gruźlicę. Ze względu na stan zdrowia udał się na zaproszenie miejscowego biskupa do Piacenzy, gdzie zmarł 7 czerwca 1846 roku na udar słoneczny, a na jego pogrzeb przybyło wielu wiernych. Jego grób znajduje się w katedrze w Bobbio.
Został beatyfikowany przez papieża Piusa XI w 1925, podczas roku jubileuszowego, a kanonizowany przez Piusa XII w 1951 roku.